# 六元素情報システム
六元素情報システム株式会社（ろくげんそじょうほうシステム）は、横浜市西区に本拠を置く日本のIT企業。金融システム開発や先端技術開発、Salesforce導入、ローコード開発などを行う。

## 概要
クライアントの課題は、社会課題に直結するものと捉え、システム開発を軸にITソリューションを提供する。日本の社会インフラである金融系システムを裏で支えるなど、付加価値の高いソリューションの開発を行う。生活や教育など幅広い領域で、独自のプロダクトを開発する新規事業にも注力し、ベンチャーマインドを大切にする。
SI（システムインテグレーション）事業を基軸とするが、中でも金融システム開発では、大手SIerと長年連携。金融系のシステムは重要な社会インフラであり、システムのダウンを始め、データの改ざんの防止が不可欠であり、高いセキュリティ技術が求められる上、いつでも使える、アクセスできるなど、ユーザーが使いやすいものでないといけないという相反する課題の解決や低コストを実現し、2024年には最大の顧客から「最優秀パートナー賞」を授与される。
2021年にリリースした『Rakumon』（ラクモン）はITを活用し教育の中間コストを抑制し、良い教育を適切な費用で提供することにより、家庭学習の環境から生じている教育格差を解決でき、同時に大学生や教員の給料水準の向上を実現するプラットフォームである。同じく2021年に特許を取得した独自開発のプロダクトで、Webアプリケーション向けのローコードのUI・APIテスト自動化ツール『ATgo』を新事業の主力商品とする。「ATgo」は代表の余澤が、日本のシステム開発はテスト工数が膨大で、開発コストを高くしている原因と気付き、テスト工数を大幅に削減できるツールとして開発した。
「第37回　独創性を拓く　先端技術大賞」（主催：産経新聞社、後援・文部科学省、経済産業省、フジテレビジョン、ニッポン放送、特別協力・アカリク）協賛。

### 社名の由来
六元素情報システムという社名は、企業を発展させるための「顧客」「従業員」「株主」「社会」「パートナー」「ライバル」の6つの要素を大事にしたいという想いから名付けられた。

## 沿革
2012年
- 9月20日、IT企業出身の余澤洋平が自分の理想とする会社を作りたいとする思いから設立[5]。設立当初から、金融系のシステム開発を主軸に事業を展開[3]。

2019年
- 11月27日、Pegasystems Inc. (NASDAQ: PEGA)の日本法人、ぺガジャパン株式会社とアライアンス契約を締結[9]。

2021年
- 『Rakumon』（ラクモン）をリリース[5]。独自開発の『ATgo』で特許を取得。

2024年
- 7月11日、「パートナーシップ構築宣言」を公表[10]。
- 7月23日-24日 - エンジニアの事業貢献を応援するカンファレンス「Developers Summit 2024 Summer」にスポンサーとして協賛[11]。
- 8月24日、ビジネスAIソリューション「BrainGo powered by ChatGPT」を提供開始[12]。
- 12月20日、『生成AIアプリケーション開発入門　基礎から応用まで学べるエンジニア向け実践ガイド』を発売[13]。

## 主要取引先
- 野村総合研究所
- キヤノンITソリューションズ
- 日鉄ソリューションズ
- 日立製作所
- NSD
- TOKAIコミュニケーションズ
- アクセンチュア
- 日本タタ・コンサルタンシー・サービシズ

## 加盟団体
- ソフトウェア協会
- 新経済連盟